# Marie-Clémentine Anuarite Nengapeta
Chân phước Marie-Clémentine Anuarite Nengapeta (29 tháng 12 năm 1939 - 1 tháng 12 năm 1964) - tên khai sinh Anuarite Nengapeta - là một nữ tu người Congo của Giáo hội Công giáo Rôma, thuộc Dòng Các Nữ tu của Thánh gia. Mẹ cô quyết định tất cả các con - kể cả bản thân - sẽ chịu phép rửa tội vào năm 1945 trong khi bà chạy trốn khỏi nhà để tham gia tu viện để trở thành một tu sĩ, bỏ qua lời khuyên can từ mẹ. Đời tu sĩ ngắn ngủi của bà đã được dành riêng cho công việc giảng dạy và phục vụ với vai trò một đầu bếp và người trông giữ nhà thờ. Nengapeta đã bị giết trong cuộc nội chiến của quốc gia trong cuộc nổi dậy Simba năm 1964 khi Đại tá Pierre Colombe giết bà sau khi bà ngăn chặn nỗ lực hiếp dâm của ông ta.
Nengapeta được phong chân phước vào ngày 15 tháng 8 năm 1985.

## Bị bắt giữ và giết chết
Năm 1964, một cuộc nổi loạn nổ ra trên khắp đất nước và quân nổi dậy Simba phản đối người phương Tây kể cả các tu sĩ và nữ tu bản xứ vì họ nghi ngờ rằng những người tu sĩ này đang hợp tác với người nước ngoài. Các phiến quân xông vào tu viện của bà vào ngày 29 tháng 11 năm 1964 và đưa tất cả 46 người vào trong một chiếc xe tải. Họ nói với các nữ tu rằng đảm bảo các nữ tu được an toàn. Các nữ tu đã nói với tài xế xe tải rằng muốn đi đến Wamba mặc dù thực tế nó đi đến Isiro và đến nơi Đại tá Yuma Déo. Nhưng Đại tá Ngalo - với sự giúp đỡ của người lính Sigbande - cố gắng làm cho nữ tu Nengapeta  trở thành vợ của ông và đe dọa sẽ giết chết bà nếu bà từ chối. Ngalo quay sang đồng đội Đại tá Olombe (sinh năm 1938) để được giúp đỡ trong việc dụ dỗ nữ tu.  Bữa ăn tối ngày 30 tháng 11, bà có cơm và cá mòi, ở với một người bạn tu sĩ và cảnh báo các chị em nữ tu của mình không uống bia. Olombe sau đó đưa các nữ tu ra khỏi giường và yêu cầu bà ở lại phía sau vì ông muốn bà hiến dâng cho mình. Ông cảm thấy bị xúc phạm khi nữ tu từ chối lời đề nghị sau đó buộc bà và nữ tu Bokuma Jean-Baptiste vào một chiếc xe hơi. Cả hai cố gắng trốn thoát khi ông ta quay trở lại khu liên hợp để lấy chìa khóa nhưng sau đó bị bắt lại và đánh đập. Bokuma ngất xỉu sau khi ông ta đánh bà gãy tay ở ba chỗ. Sau đó, ông đại tá gọi một số phiến quân đâm Nengapeta trước khi lấy ra khẩu súng lục và bắn vào ngực bà.
Olombe ra lệnh cho một số nữ tu đưa bà ra chỗ khác, cho khuất mắt ông. Nữ tu vẫn thở trong vài phút trước khi qua đời vào khoảng 1 giờ sáng ngày 1 tháng 12 năm 1964. Giữa những cú đánh, bà vẫn nói với kẻ tấn công: "Tôi tha thứ cho anh, cho việc anh không biết những gì anh đang làm". Nengapeta bị đánh đập, bị đâm và sau đó bị bắn chết. Thi hài của bà được chôn trong một ngôi mộ chung nhưng được khai quật 8 tháng sau đó và được chôn cất tại đại điểm khác. Phần thi hài còn lại của bà sau đó được khai quật vào tháng 12 năm 1978 và bà đã được nhìn thấy đang cầm một bức ảnh Mẹ Thiên Chúa trong tay phải. Thi hài còn lại sau khi khai quật - sau đó được chuyển đến Nhà thờ Isiro. Olombe bị kết án tử hình năm 1965 nhưng đã trốn thoát khỏi nhà tù. Ông trở lại nhà tù và bản án của ông đã được nâng thành tù chung thân vào năm 1966 mặc dù sau đó được khoan hồng vào năm 1971.